# Sertraline
Sertraline, được bán dưới tên thương mại Zoloft và các nhãn khác, là thuốc chống trầm cảm của nhóm thuốc ức chế tái hấp thu serotonin có chọn lọc (SSRI). Nó được sử dụng để điều trị rối loạn trầm cảm lớn, rối loạn ám ảnh cưỡng chế, rối loạn hoảng sợ, rối loạn căng thẳng sau chấn thương, rối loạn stress sau sang chấn, rối loạn bồn chồn tiền kinh nguyệt và rối loạn lo âu xã hội. Sertraline được uống qua miệng.
Các tác dụng phụ thường gặp bao gồm tiêu chảy, rối loạn chức năng tình dục và rắc rối với giấc ngủ. Tác dụng phụ nghiêm trọng bao gồm tăng nguy cơ tự tử ở những người dưới 25 tuổi và hội chứng serotonin. Không rõ liệu sử dụng thuốc này trong khi mang thai hoặc cho con bú là an toàn hay không. Nó không nên được sử dụng cùng với thuốc ức chế MAO. Sertraline được cho là hoạt động bằng cách tăng hiệu ứng serotonin trong não.
Sertraline đã được chấp thuận cho sử dụng y tế tại Hoa Kỳ vào năm 1991 và ban đầu được bán bởi Pfizer. Nó hiện đang có sẵn như là một loại thuốc gốc. Tại Hoa Kỳ, chi phí bán buôn là khoảng 1,50 USD mỗi tháng tính đến năm 2018. Năm 2016, đây là loại thuốc tâm thần được kê đơn nhiều nhất ở Hoa Kỳ, với hơn 37 triệu đơn thuốc.

## Sử dụng trong y tế
Sertraline được sử dụng cho một số tình trạng, bao gồm rối loạn trầm cảm lớn (MDD), rối loạn cưỡng chế ám ảnh (OCD), rối loạn dị dạng cơ thể (BDD), rối loạn căng thẳng sau chấn thương (PTSD), rối loạn bồn chồn tiền kinh nguyệt (PMDD), rối loạn hoảng sợ, rối loạn lo âu xã hội (SAD). Nó cũng đã được sử dụng trị chứng xuất tinh sớm và đau đầu mạch máu nhưng bằng chứng về hiệu quả trong điều trị những chứng bệnh trên là không mạnh mẽ. Sertraline không được chấp thuận sử dụng ở trẻ em ngoại trừ những trẻ bị OCD.